# Марійський Бікшик
Марійський Бікши́к (рос. Марийский Бикшик, башк. Мари Бикшеге, лукомар. Марий Пекшек) — присілок у складі Калтасинського району Башкортостану, Росія. Входить до складу Новокільбахтінської сільської ради.
Населення — 73 особи (2010; 107 у 2002).
Національний склад:
- марійці — 96 %